# Grausne källmyr
Grausne källmyr är ett naturreservat vid Lickershamn i Stenkyrka socken på norra Gotland.
Naturreservatet består av ett antal källmyrar nedanför klintkanten öster om Lickershamns fiskeläge. Det omfattar även fornborgen uppe på klintkanten. Källmyrsområdet har en artik flora som förutom vanligare arter som axag, knappag, majviva, fjälltätört och kärrlilja även rymmer arter som brunögontröst och trubbtåg.